# Agira
Agira é uma comuna italiana da região da Sicília, província de Ena, com cerca de 8.351 habitantes. Estende-se por uma área de 163,11 km², tendo uma densidade populacional de 51 hab/km². Faz fronteira com Assoro, Castel di Judica (CT), Catenanuova, Ena, Gagliano Castelferrato, Nissoria, Ramacca (CT), Regalbuto.
Agira é a antiga cidade de Agírio (em latim: Agyrium; em grego: Αγύριον; romaniz.: Agýrion) da cidade da Magna Grécia.

## Demografia
| Variação demográfica do município entre 1861 e 2011                               |
|                                                                                   |
| Fonte: Istituto Nazionale di Statistica (ISTAT) - Elaboração gráfica da Wikipedia |